# Phoenicoprocta auriflua
Phoenicoprocta auriflua là một loài bướm đêm thuộc phân họ Arctiinae, họ Erebidae.